# Valgoglio
Valgoglio [valˈɡɔʎːo] (Algòi [alˈɡɔi] o Valgòi [valˈɡɔi] in dialetto bergamasco) è un comune italiano di 559 abitanti della provincia di Bergamo in Lombardia. Anticamente la popolazione parlava il gaì, antico linguaggio usato dai pastori, quasi completamente scomparso.

## Geografia fisica
Posto ad un'altezza di 930 m s.l.m., presenta le caratteristiche di un borgo alpino con una natura circostante pressoché intatta. Il paese si sviluppa lungo la valletta formata dal torrente Goglio, posta lateralmente ad ovest della Val Seriana, distante 45 km dal capoluogo di provincia.

## Origini del nome
Il nome del paese deriva dalla valle in cui esso è inserito, la quale a sua volta deve il nome al torrente che la bagna.
Il Goglio, che sfocia nel fiume Serio nel territorio di Gromo, etimologicamente deriva da goi, che in dialetto bergamasco sta ad indicare un corso d'acqua con gole e forre profonde.

## Storia
Il paese di Valgoglio, unitamente alle frazioni di Colarete e di Novazza, ha una storia con pochi eventi di rilievo, legati per lo più alle vicende della Val Seriana e del vicino comune di Gromo. Nel 774 il re dei Franchi, Carlo Magno, donò i territori dell'Alta Val Seriana al monastero di San Martino di Tours ed a quello di Saint Denis De Paris. In questo periodo però molte furono le famiglie di Bergamo che occuparono i territori montani sfruttandone le miniere, e a Valgoglio risulta fosse presente la famiglia dei Della Crotta. Solo nel 1026 l'Episcopato di Bergamo con il vescovo Ambrogio II se ne riappropriò in cambio di altri poderi, riservandosi il diritto sui ricavi della estrazione e lavorazione di argento e di ferro sicuramente presenti in valle, dando inizio a un periodo di gravi controversie tra il potere laico, rappresentato dal feudatario, e il potere ecclesiastico, rappresentato dal Vescovo.
La ricchezza di minerali ha da sempre fornito una sussistenza più che dignitosa per gli abitanti del luogo fin dai tempi del medioevo.
In quel tempo quando gran parte delle armi, armature e corazze era prodotta con il ferro qui estratto, e forgiate nelle fucine della frazione Colarete, così come le monete della zecca di Bergamo, coniate con l'argento di Gromo. Unitamente a questi materiali veniva estratto anche l'oro, documentato dal 1500, forse mai in quantità sufficientemente rilevanti. La frana del 1º novembre 1666 che lambì la frazione Novazza, ma che distrusse gli opifici dalla frazione di Colarete fino a quelli sulla contrada del Goglio di Gromo, cambiando drasticamente l'assetto economico del paese, che dovette tornare a dedicarsi alla pastorizia.
Recentemente, in una miniera dismessa nella frazione Novazza, sono state rinvenute modeste quantità di uranio, tanto da ipotizzare l'apertura di una miniera per l'estrazione di questo minerale da molti considerato pericoloso. Per questo motivo gran parte della popolazione, anche dei paesi circostanti, ha manifestato un forte dissenso, facendo rientrare il progetto. Il paese vive grazie allo sfruttamento delle risorse che offre la natura, quali il turismo, l'industria idroelettrica e, in qualche caso, di pastorizia, risorse che non garantiscono a tutti un posto di lavoro, molti sono i pendolari che devono quotidianamente spostarsi verso la città di Bergamo per recarsi nelle industrie e nelle attività commerciali della bassa Val Seriana.
Il 17 luglio 2014, con seduta straordinaria il Consiglio Comunale approva lo Statuto Costitutivo dell'Unione di Comuni dell'Alto Serio con Gromo, Gandellino e Valbondione, per poter affrontare la situazione economica di criticità.

### Simboli
Lo stemma e il gonfalone sono stati concessi con decreto del presidente della Repubblica del 19 luglio 1986.
I bisanti alludono all'attività di estrazione dell'argento. Lo sfondo azzurro del campo inferiore rappresenta il torrente Goglio che dà nome all'intero paese, mentre la stella di otto raggi d'oro è simbolo di azioni magnanime e fama.
Il gonfalone è un drappo rettangolare troncato di azzurro e di rosso.

## Monumenti e luoghi d'interesse
La chiesa parrocchiale del capoluogo, edificata nel XVII secolo, ma rifatta due secoli più tardi, è intitolata a Santa Maria Assunta, e custodisce affreschi e sculture di buona fattura, opere di Marinoni risalenti ad un periodo compreso tra il XIV ed il XV secolo, la Cappella dei morti alla Ca' Nöa con affreschi di Antonio Brighenti, e un polittico della bottega di Pietro Bussolo.
La chiesa della frazione Novazza, dedicata ai santi Pietro e Paolo e risalente al XIX secolo, possiede un ciclo di affreschi sulla vita di san Pietro, eseguito da Ponziano Loverini. Infine merita menzione pure la chiesa di Colarete, dedicata a san Michele, con affreschi del XV e del XVI secolo.
Notevoli sono le escursioni che si possono compiere sul territorio comunale, adatte ad ogni tipo di utenza: si va dalla semplice passeggiata ad itinerari riservati a persone più esperte. Tra questi vale la pena segnalare la Val Sanguigno ed il cosiddetto Giro dei cinque laghi, che tocca i laghi artificiali di Aviasco, Nero, Campelli, Sucotto e Cernello, ed include anche due rifugi alpini: la Baita Cernello e la Baita Lago Nero.

## Società

### Evoluzione demografica
Abitanti censiti

## Amministrazione
| Periodo        | Periodo        | Primo cittadino   | Partito                                | Carica  | Note |
| -------------- | -------------- | ----------------- | -------------------------------------- | ------- | ---- |
| 23 aprile 1995 | 12 giugno 1999 | Corrado Fumagalli | lista civica                           | Sindaco |      |
| 13 giugno 1999 | 13 giugno 2004 | Augusto Bonardo   | lista civica                           | Sindaco |      |
| 14 giugno 2004 | 7 giugno 2009  | Augusto Bonardo   | lista civica                           | Sindaco |      |
| 8 giugno 2009  | 24 maggio 2014 | Eli Pedretti      | lista civica "Il coraggio di cambiare" | Sindaco |      |
| 24 maggio 2014 | 25 maggio 2019 | Eli Pedretti      | lista civica "Il coraggio di cambiare" | Sindaco |      |
| 26 maggio 2019 | 11 giugno 2024 | Angelo Bosatelli  | lista civica "Uniti per Valgoglio"     | Sindaco |      |
| 11 giugno 2024 | in carica      | Angelo Bosatelli  | lista civica "Uniti per Valgoglio"     | Sindaco |      |